# HD 43848
HD 43848 (HIP 29804 / CD-40 2356) es un sistema estelar de magnitud aparente +8,64 situado a 121 años luz del sistema solar en la constelación de Columba.
La componente principal del sistema es una enana amarilla de tipo espectral G2V. Con una masa equivalente al 89% de la masa solar, es una estrella cromosféricamente inactiva cuya metalicidad es prácticamente igual a la solar.
Medidas astrométricas indican la existencia de una compañera de baja masa, una enana roja de tipo M3.5-M6.5 con una masa estimada de 0,14 masas solares. La separación respecto a la estrella principal es de 30,9 UA.
Desde 2008 se conoce la existencia de otro objeto (HD 43848 b) en órbita alrededor de la estrella amarilla.
Su período orbital es de 2371 ± 840 días, siendo la órbita considerablemente excéntrica (ε = 0,69).
La distancia media respecto a la estrella es de 3,4 UA, llegando a ser de 6 UA en el apoastro.
Siendo su masa mínima 25 veces mayor que la masa de Júpiter, probablemente es una enana marrón, aunque no puede descartarse que se trate de una enana roja de baja masa.